# Etiopia na Letnich Igrzyskach Olimpijskich 1972
Etiopia na Letnich Igrzyskach Olimpijskich 1972 była reprezentowana przez 31 zawodników (sami mężczyźni, żadnej kobiety) w 3 dyscyplinach sportowych.

## Występy reprezentantów Etiopii

### Boks
- Lema Yemane - waga piórkowa - 33. miejsce
- Ayele Mohamed - waga kogucia - 33. miejsce
- Seifu Mekonnen - waga półciężka - 9. miejsce
- Chanyalew Haile - waga papierowa - 5. miejsce
- Fekrou Gabreselassie - waga półśrednia - 17. miejsce
- Girmaye Gabre - waga lekka - 17. miejsce

### Kolarstwo
- Tekeste Woldu - kolarstwo szosowe (wyść. ind. ze startu wspólnego) - 53. miejsce
- Mehari Okubamicael - kolarstwo szosowe (wyść. ind. ze startu wspólnego) - DNF
- Fisihasion Ghebreyesus - kolarstwo szosowe (wyść. ind. ze startu wspólnego) - DNF
- Rissom Gebre Meskei - kolarstwo szosowe (wyść. ind. ze startu wspólnego) - DNF
- Suleman Abdul Rahman - kolarstwo szosowe (wyść. ind. ze startu wspólnego) - DNF
- Drużynowo (Mehari Okubamicael, Rissom Gebre Meskei, Fisihasion Ghebreyesus, Tekeste Woldu) - kolarstwo szosowe  (100 km na czas) - 28. miejsce

### Lekkoatletyka
- Tadesse Wolde-Medhin - 10 000 m - nie dotarł do finału
- Demissie Wolde - maraton - 18. miejsce
- Hunde Toure - chód 20 km - 20. miejsce
- Mulugetta Tadesse - 400 m - nie dotarł do finału, 800 m - nie dotarł do finału
- Shibrou Regassa - 800 m - nie dotarł do finału, 1 500 m - nie dotarł do finału
- Yohannes Mohamed - 3 000 m przez płotki - nie dotarł do finału
- Wohib Masresha - 10 000 m - nie dotarł do finału
- Tolossa Kotu - 5 000 m - nie dotarł do finału
- Egzi Gebre-Gebre - 100 m - nie dotarł do finału
- Tekle Fetinsa - 5 000 m - nie dotarł do finału
- Hailu Ebba - 1 500 m - nie dotarł do finału
- Tegegne Bezabeh - 400 m - nie dotarł do finału
- Solomon Belaye - 200 m - nie dotarł do finału
- Lengissa Bedane - maraton - 10. miejsce
- Miruts Yifter - 10 000 m - 3. miejsce
- Mamo Wolde - maraton - 3. miejsce
- Sztafeta 4 × 100 m (Sisaye Feleke, Solomon Belaye, Kebede Bedasso, Egzi Gebre-Gebre) - nie dotarli do finału
- Sztafeta 4 × 400 m (Tegegne Bezabeh, Shoangizaw Worku, Ketema Benti, Mulugetta Tadesse) - nie dotarli do finału

## Źródła
- Ethiopia at the 1972 Summer Olympics. Olympedia. [dostęp 2020-10-24]. (ang.).